# Earl Scruggs
Earl Eugene Scruggs (6. ledna 1924 v Shelby (Cleveland county) v Severní Karolíně v USA – 28. března 2012 Nashville, Tennessee ) byl americký hudebník, který vynalezl a nejvíce zpopularizoval tříprstou techniku hry na pětistrunné bluegrassové banjo pomocí kovových prstýnků.

## Životopis
Začínal jako malý chlapec, hrával s rodiči a sourozenci. Osvojil si techniku hry dvěma prsty, která byla tehdy již běžná, posléze si všiml, že někteří banjisté z okolí používají tři prsty pravé ruky a hudba, která se linula z jejich banja, zněla odlišně. Od té doby neustal, dokud se to nepovedlo i jemu.
Do kapely Blue Grass Boys vstoupil v roce 1945 a jeho synkopovaný tříprstý styl rychle způsobil senzaci. V roce 1948 společně s kytaristou Lesterem Flattem opustili Monroeovu kapelu a založili vlastní: Flatt and Scruggs and the Foggy Mountain Boys, se kterou dosáhli světového věhlasu. V roce 1969 se Flatt and Scruggs rozešli kvůli rozporu ohledně dalšího směřování písní. On sám pak založil novou skupinu nazvanou The Earl Scruggs Revue, kde občas spoluúčinkovali jeho synové.
V roce 1969 Flatt and Scruggs získali cenu Grammy za jeho instrumentálku Foggy Mountain Breakdown, kterou se stala známou díky filmu Bonny and Clyde. U nás tuto skladbu nahrál jako první Marko Čermák se skupinou Greenhorns pod názvem Banjo z Mlžných hor. V roce 1991 byl uveden do Bluegrassové síně slávy (International Bluegrass Music Hall of Honor).

## Diskografie
- Where Lillies Bloom
- Nashville Rock
- Foggy Mountain Jamboree (Sony, 1957)
- Changin' Times (1969)
- Nashville Airplane (1970)
- I Saw the Light with Some Help from My Friends (Sony, 1972)
- Earl Scruggs: His Family and Friends (1972)
- Live at Kansas State (1972)
- Rockin' 'Cross the Country (1973)
- Dueling Banjos (CBS, 1973)
- The Earl Scruggs Revue (1973)
- Anniversary Special (1975)
- The Earl Scruggs Revue 2 (1976)
- Family Portrait (1976)
- Live from Austin City Limits (1977)
- Strike Anywhere (1977)
- Bold & New (1978)
- Today & Forever (1979)
- The Story Teller & the Banjo Man (CBS, 1982)
- Flatt & Scruggs (1982)
- Top of the World (1983)
- Superjammin' (1984)
- Artist's Choice: The Best Tracks (1970–1980) (Edsel – (UK), 1998)
- Earl Scruggs and Friends (MCA Nashville, 2001)
- Classic Bluegrass Live: 1959–1966 (Vanguard, 2002)
- Three Pickers (Rounder Records, 2003)
- The Essential Earl Scruggs (Legacy Recordings, 2004)